# Chester bymur
Chester bymur er en bymur omkring byen Chester i grevskabet Cheshire, England. Den første del blev opført af romerne, da de etablerede fortet Deva Victrix mellem år 70 og 80. Oprindeligt bestod den af en vold med en palisade på toppen. Fra omkring år 100 begyndte man at genopføre den i sandsten, men det blev ikke færdiggjort før 100 år senere. Efter romerne forlod Storbritannien er der ingen kilder på muren, før Æthelflæd genetablerede Chester som en burgh i 907. Forsvarsværkerne blev forbedret, selvom man ikke præcist ved, hvad der blev udført. Efter den normanniske erobring blev murene udvidet mod vest og mod sød for at danne en komplet cirkel omkring den middelalderlige by. Denne mur stod sandsynligvis færdig i midten af 100-tallet.
Vedligeholdelse af murene var en løbende problem. De blev yderligere forbedret under den engelske borgerkrig, og blev ødelagte under krigen. Efter dette ophørte de med at have et forsvarsmæssigt formål, og de udviklede sig til at blive et fritidsområde. I dag er Chester bymur en stor turistattraktion, og det er den bedst bevarede romerske og middelalderlige bymur i Storbritannien.
 De bevarede mure danne næsten en komplet cirkel om den middelalderlige bykerne på omkring 2,95 km.